# Forellenflössel
Das Forellenflössel ist ein linksseitiger Zufluss der oberen Spree zwischen Niederfriedersdorf und Neusalza-Spremberg im sächsischen Landkreis Görlitz mit einer Länge von 4 Kilometern.

## Beschreibung
Das Forellenflössel entspringt westlich des Kumpfeberges (460 m) am Nordosthang des Jüttelberges (Jitrovník, 509 m). Sein Oberlauf führt mit nördlicher Richtung durch den Schluckenauer Wald, dabei nimmt der Bach von Westen einen aus etlichen Rinnsalen gebildeten Zufluss aus dem Grubenborn auf, der den Sattel zwischen dem Jüttelsberg und dem Sonneberg (401 m) entwässert. Am westlichen Fuß einer namenlosen Kuppe (363 m) erreicht der Bach das unmittelbar an der deutschen Grenze gelegene Moorgebiet am Teich Černý rybník, wo ihm rechtsseitig ein vom Kumpfeberg kommendes Bächel zufließt. Nach zwei Kilometern fließt das Forellenflössel auf deutsches Staatsgebiet in den Grenzwald und wird im Schwarzen Teich erneut angestaut.
Danach fließt der Bach mit nordöstlicher Richtung nach Neuspremberg, wo er den Fabrikteich speist. Von Westen mündet das aus dem Inselteich kommende Sonnebergwasser ein. Der Unterlauf des Forellenflössels führt südlich am Gewerbegebiet Rumburger Straße vorbei und unterquert anschließend die Bahnstrecke Oberoderwitz–Wilthen. Der Bach mündet am südlichen Fuße des Sternberges (340 m) im Spreepark in die Spree.

## Zuflüsse
Das Forellenflössel hat auf tschechischen Gebiet zwei namenlose Zuflüsse, die die Quellwasser aus dem Grund zwischen Sonneberg und Jüttelsberg sowie die vom Kumpfeberg aufsammeln. In Neuspremberg mündet linksseitig das aus Sonneberg zufließende Sonnebergwasser ein, das wegen der entlang seines Laufes befindlichen Kaskade von Teichen auch „Teichflössel“ genannt wird.